# Alejandro Cañizales
José Alejandro Cañizales Garmandia (Municipio Baruta, Estado Miranda, Venezuela, 10 de octubre de 1972- Caracas, 6 de abril de 2018) fue un periodista venezolano.

## Biografía
Cañizales egresó como comunicador social de la Universidad Central de Venezuela y fue locutor del programa “La Máquina del Aire”. Donde ganó el Premio Nacional de Periodismo Informativo, mención Radio, “por su trabajo periodístico a diario a bordo de un helicóptero en el que orienta a los caraqueños sobre el estado del tráfico”. Cañizales trabajó como locutor por más de 16 años en la emisora Traffic Center. También se desempeñó como embajador de UNICEF en Venezuela y de las Olimpiadas Especiales.

## Suicidio
El diario Tal Cual informó que Cañizales pasó por un cuadro depresivo. Cañizales fue hallado sin vida dentro de su residencia ubicada en Caracas el 6 de abril de 2018 después de suicidarse. La agencia de la ONU lamentó la muerte del periodista, quien se mantuvo como embajador de buena voluntad de la Unicef durante siete años. «Alejandro Cañizales participó con entusiasmo y sólido compromiso en iniciativas para la promoción de los derechos de la niñez, contribuyendo activa y proactivamente en numerosas actividades de nuestra oficina». El gremio periodístico en Venezuela también lamentó su muerte.

Alejandro está en donde más le gustaba estar, en los cielos